# Мар'янівка (Радомишльська міська громада)
Мар'я́нівка — село в Україні, у Житомирському районі Житомирської області. Входить до складу Радомишльської міської громади. Населення становить 113 осіб.

## Історія
У 1900 році державне село Кичкирівської волості Радомисльського повіту Київської губернії. Відстань від повітового міста 7  верст, від волості 7. Дворів 23, мешканців 80.